# American Opera Company
American Opera Company è stato il nome di quattro diverse compagnie d'opera attive negli Stati Uniti. La prima compagnia fu di breve durata, fondata a New York nel febbraio 1886, che durò solo una stagione. La seconda nacque dalla Eastman School of Music di Rochester, New York, e fu attiva dalla metà degli anni '20 fino al 1930, quando fallì non molto tempo dopo il crollo di Wall Street del 1929. La terza fu una compagnia dalla vita breve situata a Trenton, nel New Jersey, attiva nel 1937. La quarta ed ultima compagnia d'opera si esibì attivamente a Filadelfia dal 1946 al 1950.

## Jeannette Thurber's American Opera Company
La prima American Opera Company fu fondata nel 1886 dalla nota mecenate di arte Jeannette Meyers Thurber che aveva appena fondato il National Conservatory of Music of America pochi mesi prima. Con sede a New York City, l'American Opera Company era sotto la direzione musicale di Theodore Thomas, con Gustav Hinrichs e Arthur Mees come suoi assistenti direttori, e Charles E. Locke era il direttore aziendale. Affittò i locali dell'Accademia di musica a New York City per spettacoli locali nel 1886. Andò anche in tournée, esibendosi in aprile, maggio e giugno 1886 nelle città di Boston, Indianapolis, Filadelfia e St. Louis, tra le altre. Il repertorio comprendeva l'’’Aida’’ di Verdi, il ‘’Lohengrin’’ di Wagner e il ‘’Faust’’ di Gounod. Ad agosto la compagnia annunciò un piano ambizioso per recarsi a Parigi, un viaggio che non è mai avvenuto.
Una succinta dichiarazione della visione della Thurber per l'American Opera Company apparve nell'agosto 1886, quando fu citata per aver detto:
... [riconoscendo] il fatto che la vera concezione di un'opera nazionale è un'opera cantata nella lingua di una nazione e, per quanto possibile, l'opera dei compositori di una nazione, [e che lei sperava]... in breve tempo di svilupparsi ed appoggiare compositori americani. 
Le difficoltà finanziarie portarono a una riorganizzazione e al cambio di nome in "National Opera Company" nel dicembre 1886 e, infine, al fallimento nel marzo 1887.

## Rochester's American Opera Company

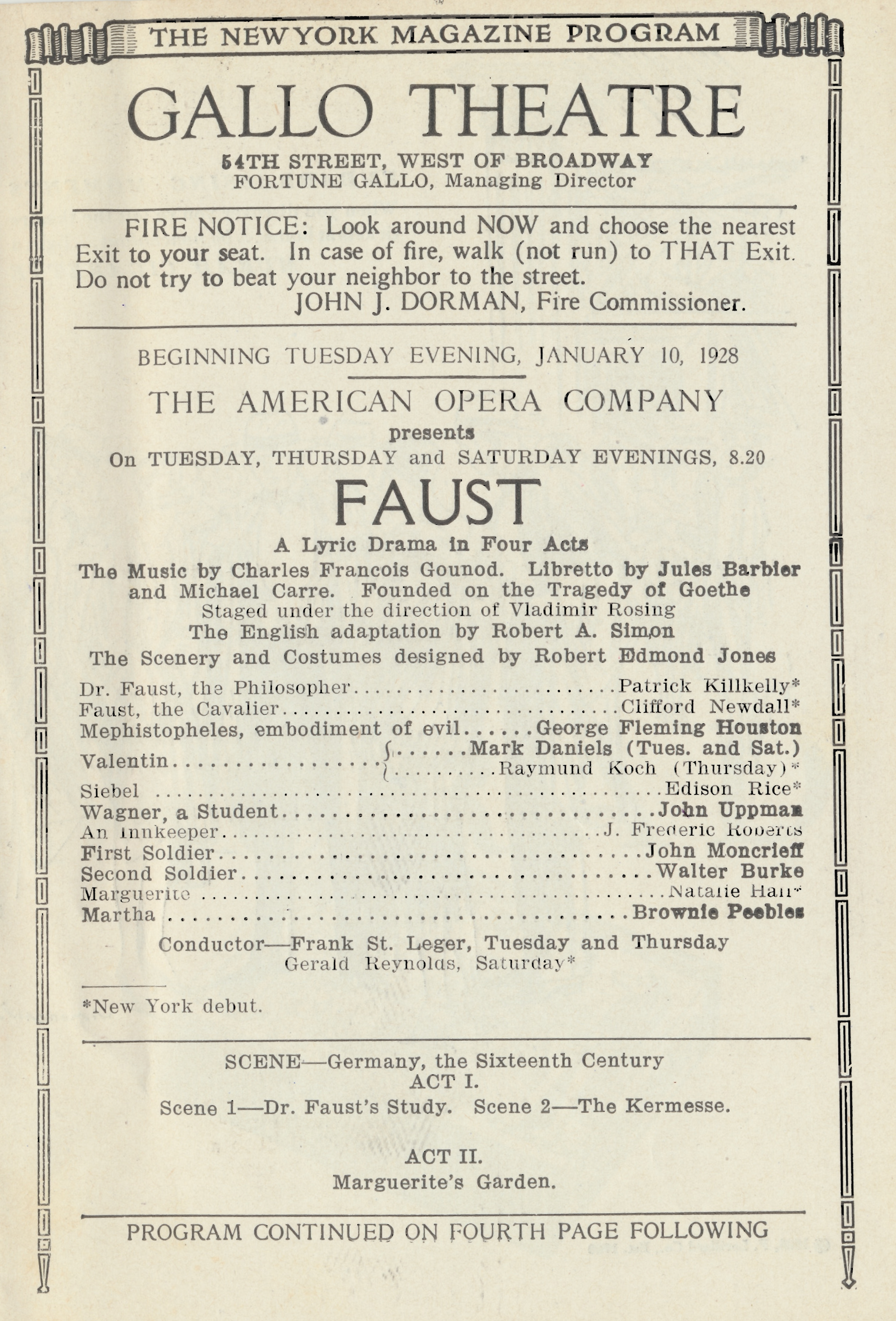
Programma Faust serata di apertura al Teatro Gallo, 10 gennaio 1928.

A metà degli anni '20, una compagnia d'opera itinerante professionale emerse dalle produzioni innovative di Vladimir Rosing e Rouben Mamoulian alla Eastman School of Music di Rochester. La sua missione era quella di eseguire opere in inglese per un pubblico popolare a livello nazionale. Conosciuto per la prima volta come Rochester American Opera Company, il gruppo fece il suo debutto a New York nell'aprile 1927 al Guild Theatre.. Ottenne il sostegno di molti sostenitori ricchi e influenti, tra cui il finanziere Otto Kahn, le star dell'opera Mary Garden e Marcella Sembrich e la socialite Edith Rockefeller McCormick. Quando la compagnia si esibì per il presidente Coolidge e 150 membri del Congresso al Poli's Theatre di Washington DC nel dicembre 1927, la compagnia era conosciuta come American Opera Company.
L'American Opera Company aderì rigorosamente a una politica non stellare, sviluppando invece un'unità di ensemble in base alla quale un cantante poteva avere un ruolo da protagonista una sera e un ruolo di supporto la successiva. Dalla compagnia sono emersi numerosi cantanti importanti, tra i quali le future star del Metropolitan Opera John Gurney, il baritono basso, Helen Oelheim, Thelma Votipka, Charles Kullman, Nancy McCord e Gladys Swarthout. Tra i protagonisti c'erano anche le future star di Broadway degli anni '30 Natalie Hall e Bettina Hall, così come George Houston (attore) di Hollywood. La compagnia era nota per la giovinezza e il fascino dei suoi artisti.
Nei mesi di gennaio e febbraio 1928 l'American Opera Company portò sette settimane di opera a Broadway al Gallo Opera House di New York, compreso un notevole adattamento di Faust con un nuovo libretto del critico musicale del The New Yorker Robert A. Simon e scene del designer Robert Edmond Jones.
Oltre alle nuove produzioni inglesi di opere familiari, la compagnia successivamente presentò in anteprima diverse opere composte da compositori americani, tra cui The Sunset Trail di Charles Wakefield Cadman, The Legend of the Piper di Eleanor Everest Freer e Yolanda of Cyprus di Clarence Loomis.
Furono completate tre ambiziose tournée in Nord America, con la compagnia d'opera che si esibì in 42 città degli Stati Uniti e del Canada, ma il crollo del 1929 fece scomparire le prenotazioni per la stagione autunnale 1930-1931.
L'American Opera Company ottenne l'approvazione ufficiale del presidente Herbert Hoover nel febbraio 1930 in una lettera al presidente della Camera, chiedendo che diventasse "un'istituzione nazionale permanente", ma il sostegno presidenziale non fu sufficiente poiché il paese affondò ulteriormente nella Grande depressione.
Tra le ultime esibizioni della compagnia c'era una produzione di due settimane al famoso Casino Theatre di Broadway poco prima della demolizione dell'amato teatro di New York all'inizio del 1930.

## Trenton's American Opera Company
L'American Opera Company di Trenton fu fondata nel 1937 dal direttore H. Maurice Jacquet. Ha presentato due spettacoli solo quell'anno prima di sciogliersi.

## Philadelphia's American Opera Company
L'American Opera Company di Filadelfia fu fondata nel 1946 dal direttore Vernon Hammond. Chiuse nel 1950.